# Aglaphyra francoisi
Aglaphyra francoisi är en skalbaggsart som beskrevs av Keith 2008. Aglaphyra francoisi ingår i släktet Aglaphyra och familjen Melolonthidae. Inga underarter finns listade i Catalogue of Life.